# Walter Daugsch
Walter Daugsch (* 27. Juni 1950 in Wetter (Ruhr)) ist ein deutscher Historiker.

## Leben
Nach Abitur und Wehrdienst studierte Daugsch von 1970 bis 1979 Geschichte, Slavistik und Politologie an der Ruhr-Universität Bochum und der Freien Universität Berlin. Er promovierte zum Dr. phil. und ging 1980 als Magister an die (spätere) Heinrich-Heine-Universität Düsseldorf. Neben der Lehrtätigkeit widmet er sich der inhaltlichen und konzeptionellen Gestaltung von geschichtlichen Ausstellungen, u. a. zu Aussiedlern aus Osteuropa, zu Siebenbürgen und zur Geschichte der Albertus-Universität Königsberg.